# Площадь Физули
Площадь Физули (азерб. Füzuli meydanı; в прошлом Кубинская площадь) — площадь в столице Азербайджана, городе Баку, перед зданием Азербайджанского государственного драматического театра. Носит имя известного поэта XVI века Мухаммеда Физули, чей памятник расположен на площади. Бакинским старожилам площадь известна под названием «Кубинка» (бывшее название площади — Кубинская).

## История
Площадь была образована в середине XIX века, ещё в начальный период возникновения форштадта города Баку и называлась Кубинской площадью. В силу того, что на этой площади располагался базар (т.н. "Кубинский базар"), площадь имела ещё другое название - Базарная. Будучи наиболее оживлённой площадью города, Кубинская площадь располагалась на пересечении Шемахинской (ныне улица Джафара Джаббарлы) и Балаханской (ныне улица Физули) дорог. Здесь в основном были расположены одноэтажные дома с лавками и магазинами.

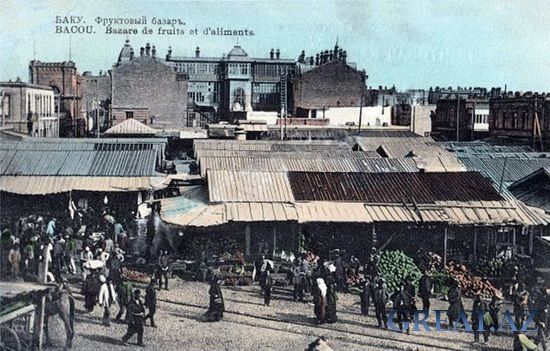
Фруктовый базар на Кубинской площади на открытке Российской империи

Фирменных магазинов и лавок крупных купцов на этой ярмарочной площади не было. В основном здесь торговали беднейшие жители, составлявшие большинство населения. В связи с этим городские власти уделяли мало внимания Кубинской площади, предоставляя её застройку торговцам. Из-за этого Кубинская площадь оставалась одним из самых неблагоустроенных участков Баку вплоть до начала XX века. Независимо от способа пользования, Кубинская площадь была одной из загрязняющих и обезображивающих город площадей, где была распространена антисанитария.
В 1902 году на площади на средства некой госпожи Рыльской была построена Бакинская приписная церковь-часовня, посвящённая имени святого Архангела Михаила.
В 1903 году городские власти приняли решение очистить Кубинскую площадь от лавок с сельскохозяйственными продуктами и других подсобных помещений, чтобы избавиться от «базарной сутолоки и постоянной давки» и придать площади организованный характер. В начале 1930-х годов площадь была переименована в "Площадь Димитрова" (в честь лидера болгарских коммунистов Димитрова Георгия Михайловича).
В 1960 году по проекту архитектора Г. М. Ализаде на Кубинской площади было построено здание Азербайджанского драматического театра имени Мешади Азизбекова. Тем самым Кубинская площадь стала фактически театральной и общественным центром старого района форштадта — Шемахинки. В 1962 году на площади был установлен памятник известному поэта XVI века Мухаммеда Физули (скульпторы — Токай Мамедов и Омар Эльдаров, архитектор — Г. Мухтаров). Памятник, занимающий центральное положение по отношению к площади, расположен по оси улицы Гуси Гаджиева. С тех пор площадь была известна под именем площадь Физули.